# Оман
Ома́н (араб. عُمَان‎ [ʕʊˈmaːn]), официальное название — Султана́т Ома́н (араб. سَلْطَنَةُ عُمَان‎ [saltˤaˈnaːt(u) ʕʊˈmaːn]) — государство в Передней Азии, на юго-востоке Аравийского полуострова. Граничит с Саудовской Аравией, Объединёнными Арабскими Эмиратами и Йеменом. Омывается водами Аравийского моря и Оманского залива.

## Этимология
Топоним «Оман» происходит от названия древнего города, в настоящее время известного как Сухар. Название арабские источники истолковывали как «остановились на месте», то есть «осели на месте» (возможно, это относится к кочевникам-бедуинам). Согласно другой версии, название происходит от личного имени основателя города Оман-бен-Ибрагима. Плиний Старший и Птолемей, опираясь на более ранние источники, называли город Omanum emporium (от греч. Έμπόριον «эмпорион» — «торговый город»). С I века нашей эры название «Оман» распространилось на всю Восточную Аравию, а в XIX веке это название носили два государства, находившиеся под протекторатом Великобритании.

## Географические данные

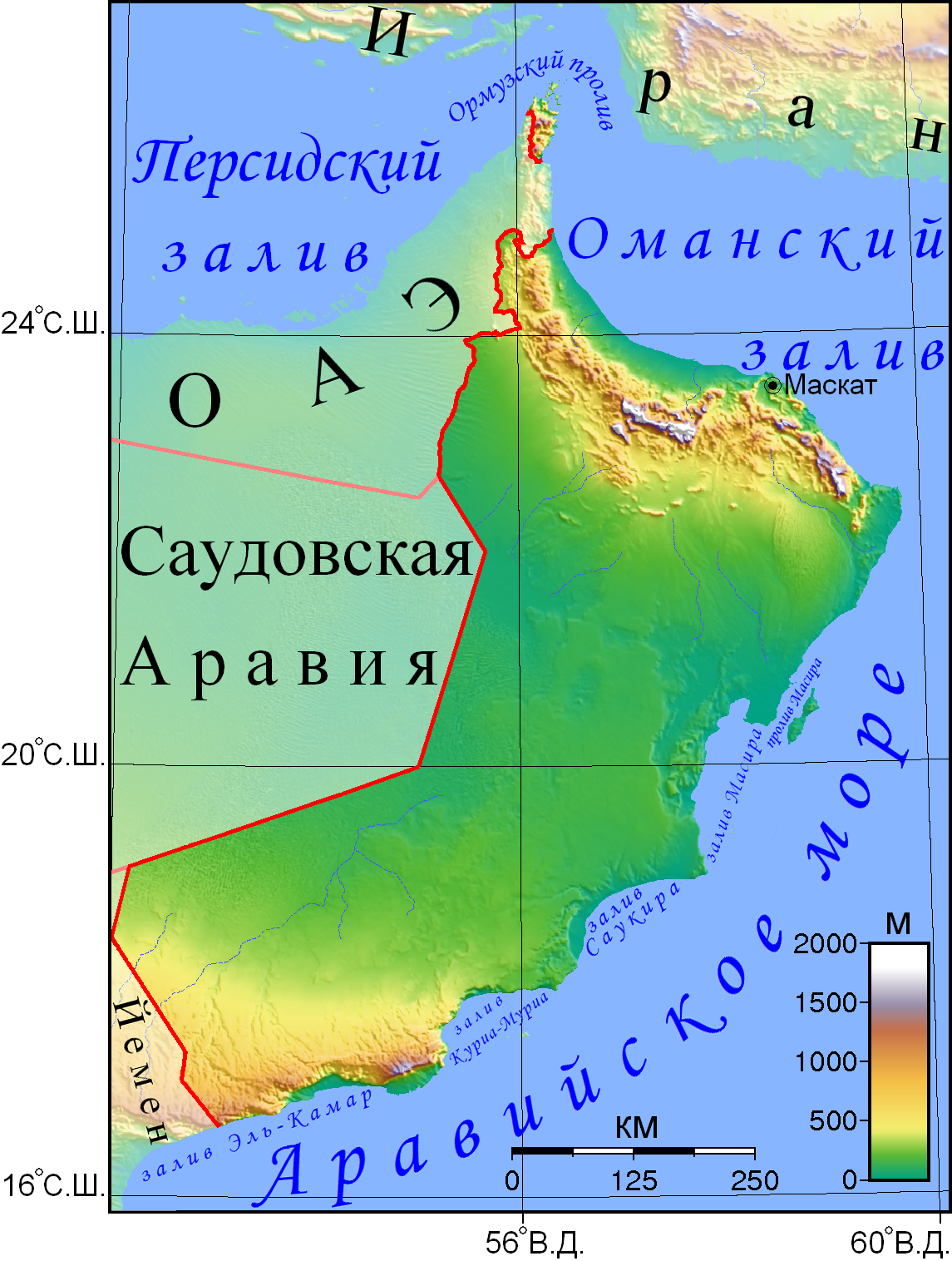
рельеф Омана

Севернее основной части имеется небольшой полуэксклав Мусандам и его полный эксклав Мадха (один из вилайетов Мусандама), отделённые от основной территории Омана территорией Объединённых Арабских Эмиратов.
На северо-востоке страны вдоль побережья Оманского залива узкой полосой тянется приморская равнина Эль-Батина, наиболее освоенная и плотно заселённая часть страны. Обширное пространство западнее этой равнины занимают горы Хаджар. Отдельные вершины достигают 3000 м (высшая точка — 3020 м). В средней части страны расположено невысокое плато, в значительной степени покрытое песками. Его средние высоты 500 м. В южной части страны, Дофаре, возвышаются горы, наиболее высокие у южного побережья — до 1678 м. Самая восточная точка Омана — Эль-Хадд.
Климат в Омане — тропический, жаркий. Средняя температура июня в столице страны, Маскате, +32 °C, в январе в среднем не менее +20 °C. Годовое количество осадков в горных районах — не более 500 мм, а в остальных районах — от 60 до 130 мм в год, причём там дожди обычно бывают лишь несколько дней в году.
Постоянных рек в Омане нет. Все реки имеют лишь периодический сток, в основном зимой.
Растительность бедна. В горах есть рощи тамариска, смоковницы, платана и дуба, но общая площадь их невелика. В предгорьях имеются саванны. На северном и южном побережье есть пальмовые рощи.
В средней части Омана — пустыня, есть участки, полностью лишённые какой-либо растительности.
Животный мир довольно разнообразен. Много песчаных газелей и грызунов. Обитают хищники — полосатая гиена, шакал, лисица, каракал, медоед. Много птиц. Весьма многочисленны пресмыкающиеся — агамы, ящерицы, гекконы, хамелеоны, а также паукообразные — фаланги, скорпионы.

## История
Через прибрежную полосу Омана пролегал, как полагают, основной путь расселения человека из Африки в Южную и Юго-Восточную Азию. В 1-м тысячелетии до н. э. в Оман переселилось из Йемена арабизированное кушитское племя ямани, завоевавшее местные племена. С V века до н. э. до VI века н. э. Оман входил в сферу влияния трёх Персидских империй (Ахеменидов, Аршакидов и Сасанидов), превративших его в сатрапию Мазун со столицей в Сухаре. 
В VII веке Оман был включён в состав Арабского халифата, что ускорило развитие феодальных отношений. Население было исламизировано. В середине VIII века эта область стала независимой, под властью местных правителей-имамов, однако через полтора столетия Оман был вновь завоёван халифами из династии Аббасидов. Их владычество продолжалось до XI века, когда к власти пришла династия шейхов племени набхан.
В XVI—XVII веках Оман находился под властью португальцев, и только в 1650 году они были изгнаны.

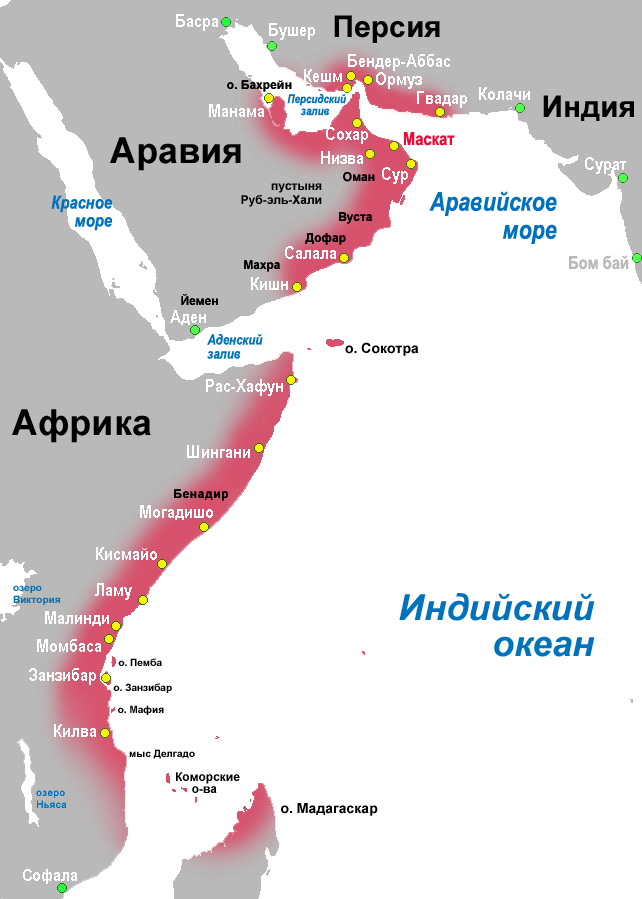
Владения оманских султанов

В начале XVIII века Оман был завоёван персами, однако в 1741 году персы были изгнаны правителем Ахмедом Зафари, который создал крупное пиратское государство, которое, помимо собственно Омана, охватило острова Персидского залива, большую часть побережья нынешнего Ирана и побережье Восточной Африки от Сомали до Мозамбика включительно, а также многие прилегающие острова.
В 1832 году резиденция султана Омана после переезда Саида ибн Султана была переведена на остров Занзибар, а в 1856 году, после его смерти, государство было разделено между двумя его сыновьями на две самостоятельные части — Султанат Занзибар, который возглавил сеид Маджид ибн Саид аль-Бусаид и Султанат Маската и Омана, который возглавил Тувайни ибн Саид.
В 1938 году пришёл к власти новый султан Саид бин Таймур. Но большинство шейхов племён проявляли симпатию не к проанглийскому султанату Маскат, а к имамату Оман, где у власти находился Мухаммед аль-Халили. Однако после Второй мировой войны на конференции 1945 года в Маскате большинство шейхов высказались за вхождение под покровительство Саида бен-Теймура.
В 1970 году Имамат Оман вошёл в состав Султаната Маскат, образовав таким образом единое государство — султанат Оман. В 1964 году началось восстание в провинции Дофар, которое продолжалось до 1976 года. Оман оставался средневековым государством под жёстким контролем султана Саида бин Таймура, который осуществлял политику изоляции страны, однако после обнаружения в Омане в 1964 запасов нефти перемены стали неотвратимыми.
23 июля 1970 года в результате бескровного переворота Саид был свергнут своим сыном Кабусом, который сразу же начал модернизацию экономики Омана и отменил социальные ограничения. Благодаря решительным действиям султана при поддержке Великобритании и Шаханшахского Ирана в 1976 году был разгромлен сепаратистский Фронт освобождения Дофара, с 1965 года пытавшийся отколоть от Омана провинцию Дофар и создать там режим, подконтрольный Южному Йемену.
В 1987 году Оман был открыт для туризма. В ноябре 1996 года султан Кабус подписал первый Основной закон (конституцию) Омана, которым определены полномочия султана и порядок престолонаследия. Конституция предусматривает создание единого представительного и консультативного органа — Совета Омана, а также впервые провозглашает основные права граждан.

## Административное деление

Административно-территориальное деление Омана

После административной реформы 2011 года Оман делится на 11 мухафаз.
| № | № на карте | Мухафаза              | араб.           | Вилайеты | Административный центр | Площадь, км² | Население, Перепись 2010 | Плотность, чел./км² |
| --- | ---------- | --------------------- | --------------- | -------- | ---------------------- | ------------ | ------------------------ | ------------------- |
| 1 | 7          | Дофар (Зуфар)         | محافظة ظفار     | 10       | Салала                 | 99 300       | 249 729                  | 2,51                |
| 2 | 9          | Маскат                | محافظة مسقط     | 6        | Эс-Сиб                 | 3500         | 775 878                  | 221,68              |
| 3 | 8          | Мусандам              | محافظة مسندم    | 4        | Эль-Хасаб              | 1 800        | 31 425                   | 17,46               |
| 4 | 3          | Северная Эль-Батина1) | منطقة الباطنة   |          | Сухар                  |              | 483 582                  |                     |
| 5 | 3          | Южная Эль-Батина1)    | منطقة الباطنة   |          | Эр-Рустак              |              | 289 008                  |                     |
| 6 | 6          | Северная Эш-Шаркия2)  | المنطق الشرقية  |          | Ибра                   |              | 146 449                  |                     |
| 7 | 6          | Южная Эш-Шаркия2)     | المنطقة الشرقية |          | Сур                    |              | 204 065                  |                     |
| 8 | 1          | Эд-Дахилия            | منطقة الداخلية  | 8        | Назва                  | 31 900       | 326 651                  | 10,24               |
| 9 | 2          | Эз-Захира3)           | منطقة الظاهرة   | 3        | Ибри                   | 37 000       | 151 664                  | 4,10                |
| 10 | 4          | Эль-Бурайми3)         | محافظة البريمي  | 3        | Эль-Бурайми            | 7 000        | 72 917                   | 10,42               |
| 11 | 5          | Эль-Вуста             | المنطقة الوسطى  | 4        | Хайма                  | 79 700       | 42 111                   | 0,53                |
| Итого |            | Оман                  | سلطنة عمان      | 62       | Маскат                 | 309 500      | 2 773 479                | 8,96                |
| 1)До 2011 года общая площадь северной и южной Эль-Батины была 12 500 км². Новые площади уточняются.                                                        |            |                       |                 |          |                        |              |                          |                     |
| 2)До 2011 года общая площадь северной и южной Эш-Шаркии была 36 800 км². Новые площади уточняются.                                                         |            |                       |                 |          |                        |              |                          |                     |
| 3)Эль-Бурайми было сформировано из частей региона Эд-Дахира 15 октября 2006 указом Султана № 108. Общая площадь была 44 000 км². Новые площади уточняются. |            |                       |                 |          |                        |              |                          |                     |

## Население

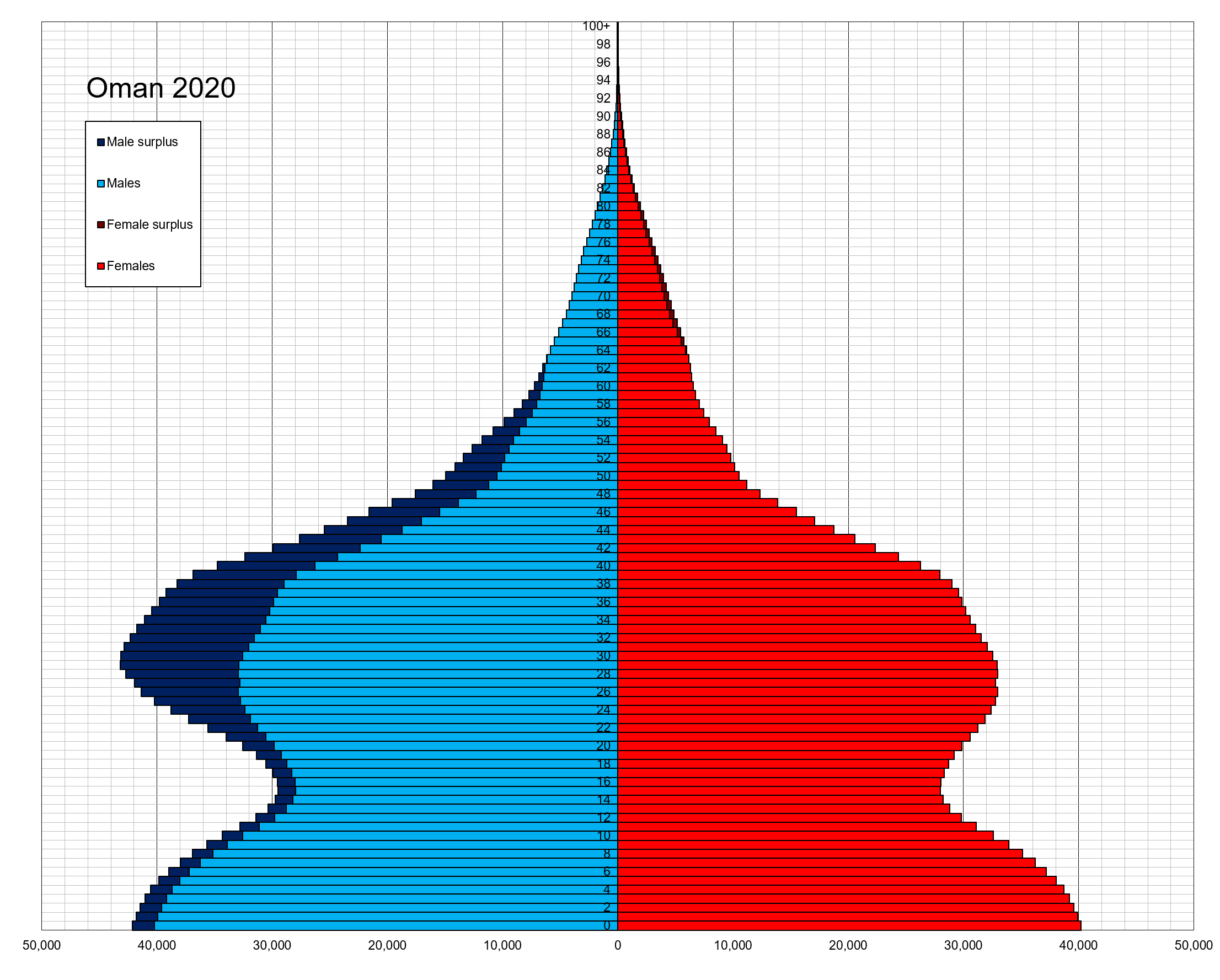
Возрастно-половая пирамида населения Омана на 2020 год

Около 80 % населения Омана составляют арабы. Они делятся на две группы — араб-ариба («чистокровные арабы»), к которым относятся потомки племён, пришедших ещё в древности из Йемена, и муста-ариба («смешанные арабы»). На побережье Омана арабское население в значительной степени смешалось с африканскими рабами и вольноотпущенниками, в результате заметна существенная негроидная примесь, имеется много мулатов. В портовых городах Омана живут также индийцы, белуджи, персы. В южной области Омана — Дофар, значительная часть населения называет себя «кара», они имеют ярко выраженные негроидные черты, а их диалект ближе к языкам Эфиопии, чем к арабскому.
Официальный язык — арабский, но распространены и языки этнических меньшинств.
В 2021 году численность населения страны составляла 3 694 755 чел., из них в 2019 году 46 % составляли рабочие-иммигранты и члены их семей. Городское население — 87 % (2021 год). Подавляющее большинство населения проживает в горах Аль-Хагар и вокруг них на севере страны; еще одна группа меньшего размера находится вокруг города Салала на крайнем юге; большая часть страны остается малонаселенной. Суммарный коэффициент рождаемости на 2021 год — 2,73 рождений на женщину. Грамотность — 95,7 %; мужчин — 97 %, женщин — 92,7 % (2018 год). Около 30,15 % населения составляет возрастная группа до 15 лет, 66,17 % — от 15 до 65 лет, 3,68 % — старше 65 лет. В 2021 году рождаемость оценивалась в 22,58 на 1000 населения, смертность — 3,25 на 1000, иммиграция — −0,44 на 1000, прирост населения составил 1,89 %. Младенческая смертность — 14,76 на 1000 новорождённых. Ожидаемая продолжительность жизни населения по состоянию на 2021 год — 76,64 лет (мужчины — 74,69 лет, а у женщин — 78,68 лет). Средний возраст населения по состоянию на 2020 год — 26,2 лет (мужчины — 27,2 лет, женщины — 25,1 лет).

### Религия
- Ислам — 85,9 % всего населения, среди них из граждан Омана (56,4 % всего населения):
  - ибадиты — 45 %;
  - сунниты — 45 %;
  - шииты — 5 %.

Среди всего населения:
- Христианство — 6,5 %;
- Индуизм — 5,5 %;
- Буддизм — 0,8 %;
- Иудаизм < 0,1 %;
- не религиозны — 0,2 %[8].

## Политическая структура

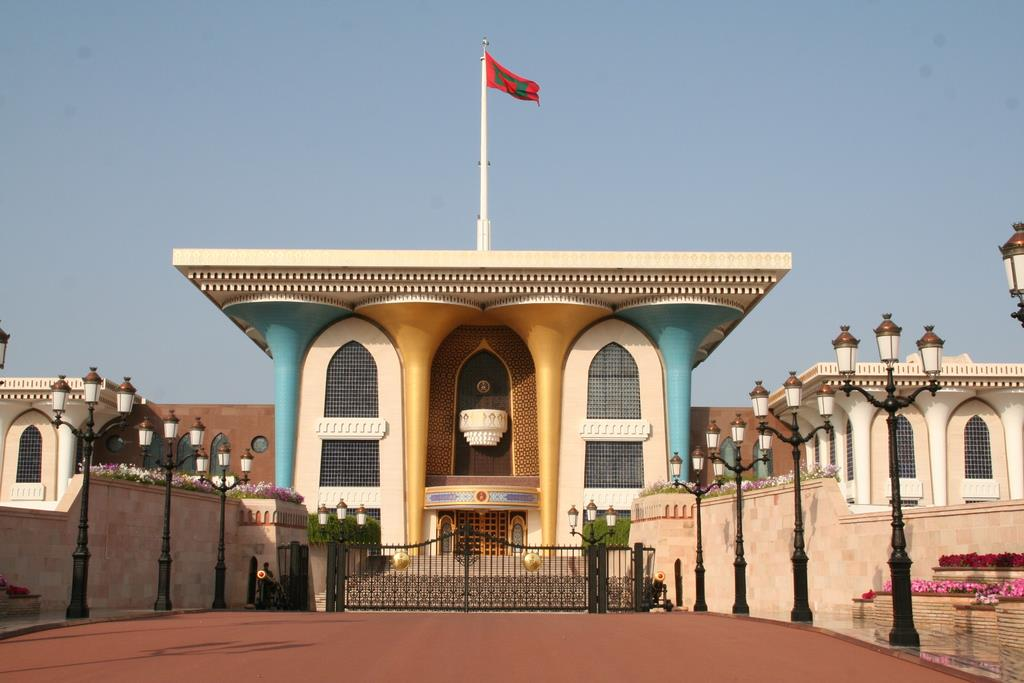
Резиденция султана

Султанат Оман — абсолютная монархия. Султан Омана является не только главой государства, но и главой правительства, верховным главнокомандующим, министром обороны, иностранных дел и финансов. Султан также назначает кабинет министров. Пост главы государства передаётся по наследству среди представителей династии Аль Саид. С 2020 года страной правит султан Хейсам бен Тарик.
Правивший до 2020 года султан Омана — Кабус бин Саид Аль Бу Саид — был прямым потомком Саида ибн Султана. Султан Кабус бин Саид Аль Бу Саид обладал неограниченным влиянием и властью. Наряду с постом султана он занимал должности премьер-министра, министра обороны, министра финансов, министра иностранных дел и председателя Центрального банка. Члены султанской семьи обладают весьма ограниченным политическим влиянием: лишь несколько постов в кабинете министров.
В ноябре 1991 года султан Кабус сформировал Консультативную Ассамблею (Меджлис аш-Шура) взамен Государственного совещательного совета, созданного в 1981 году. Меджлис аш-Шура был создан, чтобы расширить и систематизировать участие общественности в управлении государством. Меджлис аш-Шура состоит из 84 членов, осуществляющих некоторые законодательные полномочия. Каждый вилайет представляет трёх кандидатов, чьи кандидатуры вначале рассматривает Правительственный комитет, а затем султан принимает окончательное решение. Меджлис аш-Шура служит для связи населения с министерствами и уполномочен рассматривать проекты экономического и социального законодательства, подготовленные службами министерства, и давать рекомендации.
Меджлис аш-Шура не имеет полномочий в вопросах обороны, безопасности, финансов и иностранных дел. Государственный совет Меджлис ад-Даула имеет в своём составе 83 назначенных члена, включая 14 женщин.
Политические партии запрещены. Ранее влиятельное оппозиционное движение — Народный фронт освобождения Омана — сегодня является бездействующим. Последние выборы были проведены 15 октября 2011 года.
Султанат Оман имеет высокую степень внутренней стабильности, однако напряжённые отношения в регионах в период после войны в Персидском заливе и ирано-иракской войны продолжают требовать больших расходов на оборону. В 2001 году оборонный бюджет Омана составлял 2,4 млрд долл. — около 3,3 % валового внутреннего продукта.

## Судебная система
Судебная система Омана регулируется султанским указом 90/99. В Омане существует три судебных уровня: первичный суд, апелляционный суд, а также Верховный суд в качестве высшей судебной инстанции. Есть административный суд, который рассматривает иски, выдвинутые против правительства.

## Административное деление
Оман делится на 59 вилайетов (административных единиц) под председательством вали (губернаторов), ответственных за урегулирование местных споров, сбор налогов и поддержание мира. Большинство вилайетов малы, исключение составляет Дофар, который включает в себя целую провинцию. Вали Дофара является важным государственным деятелем, членом кабинета министров, в то время, как остальные вали подчиняются Министерству внутренних дел.

## Внешняя политика
В 1970-х годах султан Омана Кабус бен Саид решил прекратить изоляционизм во внешней политике страны, который был введён во время правления его предшественника Саида бен Таймура и с осторожностью начал интегрировать Оман на региональном и на международном уровнях. Географическое положение страны на южном берегу Ормузского пролива, зависимость экономики от цены на нефть и угрозы, исходящие от сильных соседних государств Саудовской Аравии и Ирана, также оказали влияние на формирование внешней политики Омана. Кабус бен Саид установил тесные связи с Великобританией и Соединёнными Штатами, проводил прозападную и неконфликтную политику в регионе.
После слияния Северного и Южного Йемена в мае 1990 года Оман урегулировал свои пограничные споры с новой Йеменской Республикой, с 1 октября 1992 года два соседа поддерживают совместные двусторонние отношения. Границы Омана с соседями определены и не являются предметом спора.

## Экономика
Экономика Омана базируется на экспорте нефти. Ввиду уменьшения запасов нефти, власти Омана ещё в 2016 году планировали диверсифицировать экономику — развивать добычу газа, обрабатывающую промышленность, сельское хозяйство, рыболовство и туристический бизнес. Власти страны намерены ввести[когда?] приватизацию и повышать уровень образованности населения.
ВВП на душу населения в 2016 году — 46 698 долларов США (23-е место в мире).
Около 70 % рабочей силы (на 2014 год) — иностранцы (пакистанцы, индийцы, бангладешцы, шриланкийцы).
Сфера обслуживания — 50 % ВВП;
Промышленность — 49 % ВВП — добыча и переработка нефти, добыча и сжижение газа; строительство, выплавка меди и стали, химическая продукция, оптическое волокно.
Сельское хозяйство — 1 % ВВП — финики, бананы, люцерна, овощи; верблюды, скот; рыболовство.
Экспорт в 2017 году — 31,2 млрд долл. — сырая нефть (44 %), природный газ (11 %), нефтепродукты (9 %), различный реэкспорт, а также химические товары, металлы.
Основные покупатели — Китай 39 %, Индия 9,2 %, ОАЭ 7,2 %, Республика Корея 6,8 %.
Импорт в 2017 году — 29,8 млрд долл. — промышленное оборудование и электроника (23 %), транспортные средства (16,1), в том числе автомобили (7,4 %), потребительские товары, продовольствие, золото.
Основные поставщики — ОАЭ 34 %, Япония 7,4 %, Великобритания 6,8 %, Китай 6,3 %, Индия 5,4 %.
С 2022 года Оман развивает деятельность по предоставлению аэрокосмических услуг. С 2024 года в районе Специальной экономической зоной Дукм действует космодром Этлак.

## Культура
Традиционная материальная и духовная культура оманцев, в особенности культура населения южной провинции Дофар, близка к йеменской и, так же как и она, заметно отличается от культуры других арабских стран.
Традиционная одежда оманцев также похожа на йеменскую. У мужчин — клетчатая повязка-юбка до колен (изар), и тюрбан (часто красного цвета). Более состоятельные мужчины носят белые рубахи, перетянутые кожаным поясом, и полосатые халаты. Мужчины из феодальных верхов носят чёрные или красные плащи — аба. У женщин — длинная рубаха с рукавами — тоб, штаны сирваль, чёрный головной платок пушийя и закрывающая лицо маска с прорезями для глаз — батула.
Непременная принадлежность оманской мужской одежды — короткий широкий кинжал джамбия. Женщины татуируют лицо и руки в синий цвет, носят браслеты на руках и ногах, серьги в ушах и в носу.
Положение женщин в Омане существенно лучше, чем в других арабских странах: оба министра образования (министр образования и министр высшего образования) — женщины.

### Кухня Омана

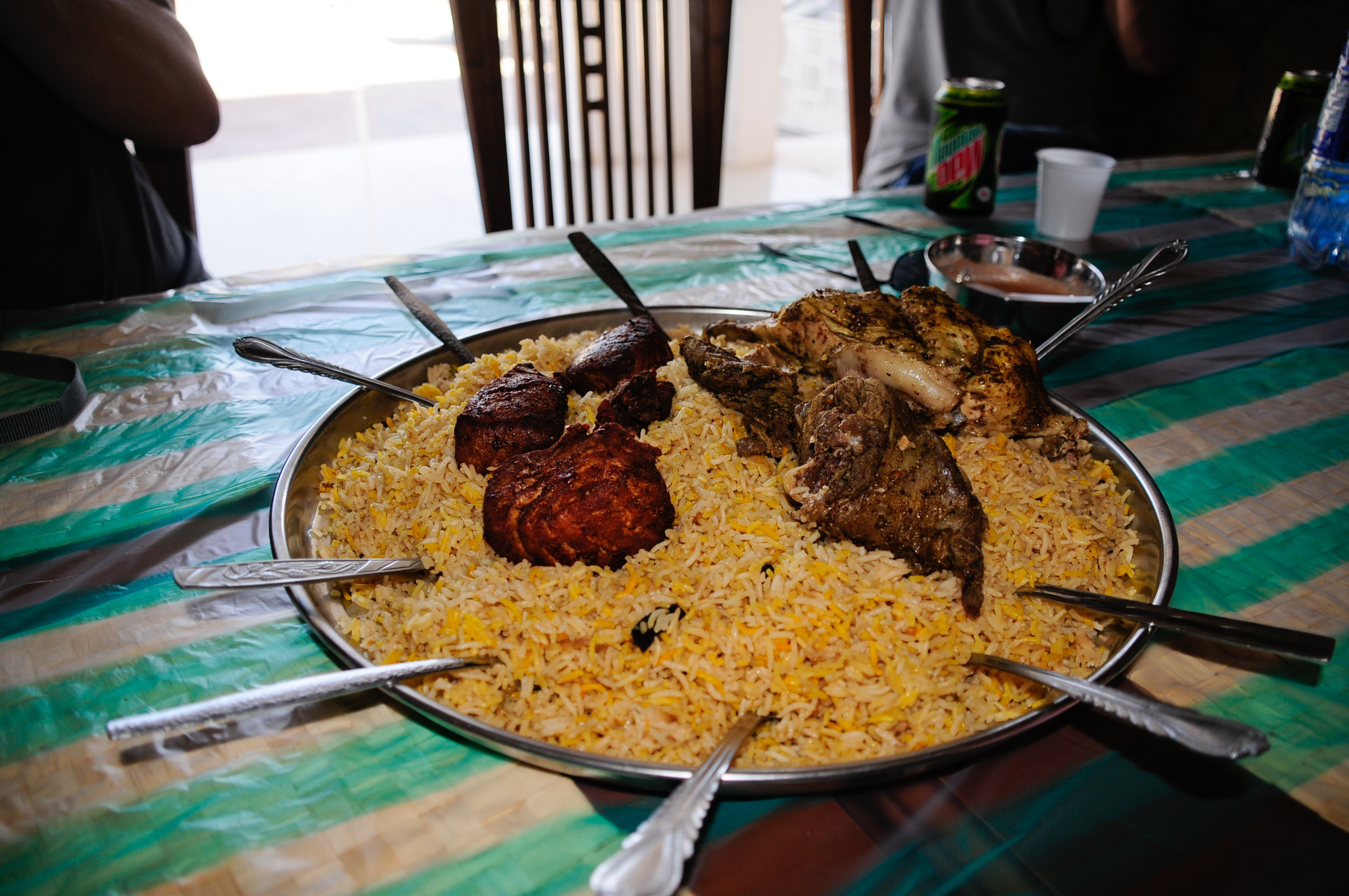
Традиционная оманская еда

Основу питания оманцев составляют финики, ячменные или пшеничные лепёшки, просяная каша или варёный рис со специями. Также (в зависимости от достатка) употребляются мясо и рыба. Праздничное блюдо — жареная баранина или плов с бараниной. Но самым лакомым блюдом для оманцев (в отличие от арабов других стран) является мясо гиены. В то же время «кара» категорически не едят птицу и яйца.

### Образование
В 1983 году в Омане был создан Институт банкиров, а в 1986 — Университет Султана Кабуса. На 2014 год в стране существовала разветвлённая сеть вузов — более 50 учреждений, в которых обучались около 600 тыс. студентов. Кроме того, в Омане на 2014 год 1040 школ. Первые вузы Омана создавались как государственные учреждения. Только в 1995/96 учебном году открылся первый частный вуз страны — колледж, который принял тогда 150 студентов. Сеть частных вузов быстро разрослась — в 2008/2009 учебном году в Омане функционировали 24 частных вуза (5 университетов и 19 колледжей), где обучались 33,5 тыс. студентов. Большинство частных вузов (18 из 24) было расположено в Маскате. Интересно, что большинство студентов частных вузов (57,7 % в 2008/09 учебном году) составляли женщины. Большинство (95,7 % в 2008/09 учебном году) студентов частных вузов Омана — местные жители, также есть немного граждан других стран Персидского залива. Хотя в частных вузах Омана в 2009 году трудился 1391 преподаватель, но почти все они были иностранцами (оманцев среди них только 12,8 %). Многие оманцы получают образование за рубежом — например, в 2005 году только в неарабских странах был 2251 студент из Омана.

### Искусство
В оманском фольклоре, особенно музыкальном, сильны африканские влияния: многие оманские песни являются сплавом заунывных бедуинских «мелодий» с африканской синкопой. Основные музыкальные инструменты — однострунная скрипка рабаба, флейта най, барабан даф и маленькие литавры тимбаль.

### СМИ
Государственная телекомпания — Oman TV (араб. تلفزيون سلطنة عمان‎), включает в себя одноимённый телеканал, запущен в 1974 году, государственная радиокомпания — Общественное Радио Омана Oman General Radio (араб. عمان الاذاعة العامة‎).

## Вооружённые силы
Оман содержит небольшую, но профессиональную армию, при поддержке поставок оружия из Великобритании, США, Франции и других стран. Британские офицеры служат по контракту или договору, оказывая помощь оманским военнослужащим. Благодаря программе «Omanization» неуклонно растёт доля оманских офицеров в вооружённых силах султаната в течение последних нескольких лет.
Оманская армия насчитывает 44 100 человек в 2006 году из собственно военных и специализированной обслуги: из них 25 000 в сухопутных войсках, 4200 во флоте и 4100 чел. в авиации. Султанская гвардия составляет 5000 гвардейцев: из них 1000 в спецназе, 150 матросов обслуживает султанские яхты, 250 пилотов и наземного персонала в султанской авиации. Также имеется милиция, состоящая из 4400 милиционеров. На вооружении стоят 6 M60A1, 73 M60A3, и 38 Challenger 2, а также 37 лёгких танков «Скорпион». Несмотря на высокие расходы, оманская армия имеет недостаточно современный вид, к примеру, бо́льшая часть танков относится к устаревшим.
Султанские ВВС насчитывают около 4100 человек, имея в своём распоряжении только 36 боевых самолётов и небоевых вертолётов. Самолёты включают 20 SEPECAT Jaguar; 12 учебно-тренировочных Hawker Siddeley Hawk и 4 Pilatus PC-9; 12 F-16C / D. Также ВВС имеют лёгкие винтовые самолёты: 4 FFA AS-202 Bravo и 8 PAC MFI-17 Mushshak.
В Султанском флоте служит 4200 человек. Штаб-квартира ВМС располагается в Эс-Сиб. Военно-морские базы оманского флота размещаются в Мусандаме, Ахви, Салале, на острове Ганам (Ghanam). У Омана имеется 13 надводных боевых кораблей. К ним относятся два 1450-тонных корвета класса Qahir и 8 морских патрульных катеров. Один 2500-тонный универсальный десантный корабль класса Nasr al Bahr с вертолётной площадкой, с вместимостью 250 десантников и 7 танков. Оман также имеет по-крайней мере, четыре десантных корабля. Три корвета класса Khareef постройки VT Group. В 2010 году Оман потратил $4,074 млрд на нужды обороны, что составляет 8,5 % от ВВП. Султанат имеет давние и прочные связи с британской армией и оборонной промышленностью, корнями уходящие в колониальное прошлое региона.